# Futbol Club Casa del Benfica
Il Futbol Club Casa del Benfica, meglio noto come Casa del Benfica, è stata una società calcistica andorrana con sede nella città di La Massana.

## Storia
Fondato nel 2003, ha trascorso i suoi primi anni nella serie cadetta locale, fino alla stagione 2006-2007, quando vinse il campionato, e ottenendo una storica promozione in massima serie. Tuttavia, l'esperienza in massima serie dura poco, poiché retrocede e di conseguenza torna in seconda serie. Vi rimane per altre due stagioni, prima di vincere di nuovo il campionato cadetto nella stagione 2009-2010. L'esperienza in massima serie si conclude anche questa volta con una retrocessione. Seguono altri anni in seconda serie, prima che la società dichiarasse fallimento nel 2014.

## Palmarès

### Competizioni nazionali
- Segona Divisió: 2

2006-2007, 2009-2010